# 吕萨克堡
吕萨克堡（法語：Lussac-les-Châteaux，法語發音：[lysak le ʃato]），法国中西部城市，新阿基坦大区维埃纳省的一个市镇，隶属于蒙莫里永区，其市镇面积为28.06平方公里，2022年1月1日时人口数量为2,261人，在法国城市中排名第4,822位。
吕萨克堡位于维埃纳省东南部，维埃纳河右岸，是一个区域性的中心城市，法国国道N147线以及连接普瓦捷和利摩日之间的铁路由此通过，另有多条公路在此交汇。

## 地名来源
“吕萨克”一名来源于拉丁语人名“Lucius”，其生平尚有待考证。

## 历史

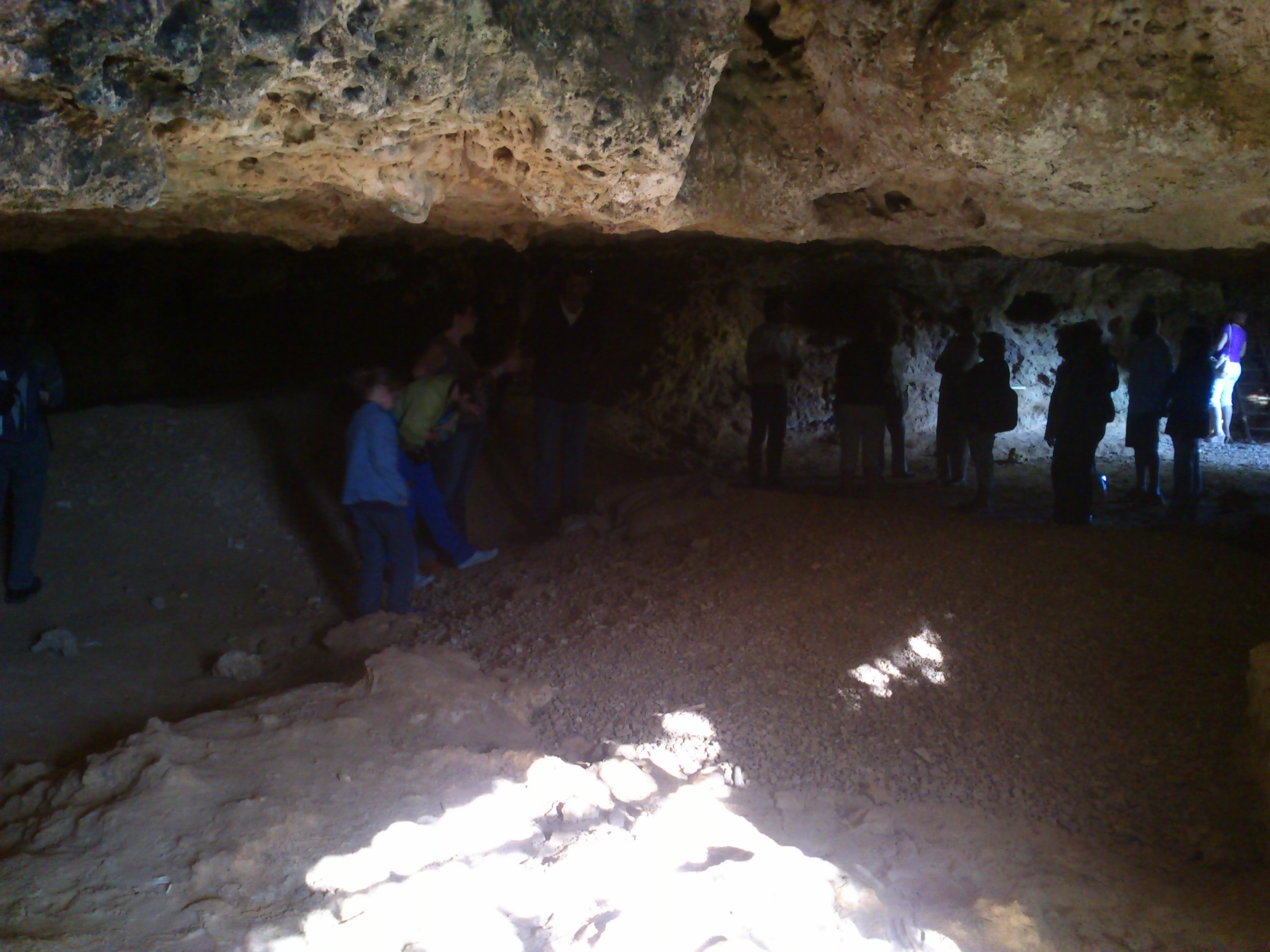
吕萨克堡的一处岩洞

吕萨克堡所处区域在新石器时期就已出现人类活动。根据当地官方网站的论述，吕萨克堡在距今约2,500年前形成聚落。公元8世纪末，吕萨克堡附近建成了横跨维埃纳河的桥梁，其镇中心四周建起了城墙。英法百年战争期间，吕萨克堡英格兰军队攻占，后于1372年被贝特朗·杜·盖克兰率军解放。中世纪末，吕萨克堡因编织手工业而得到发展。宗教战争期间，加斯帕尔·德科利尼率领雨格诺派军队占领并烧毁了吕萨克堡。1640年10月5日，女贵族弗朗索瓦丝出生于吕萨克堡，她后来成为了法兰西国王路易十四的情妇。法国大革命后，吕萨克堡成为维埃纳省的一个市镇，当地官方名称一度被更名为“Lussac-sur-Vienne”。工业革命期间，途径吕萨克堡的米尼亚卢-努阿耶－贝尔萨克铁路和吕萨克堡－圣萨维奥勒相继建成通车。1979年，吕萨克堡境内建成了一处史前文明博物馆。

## 地理

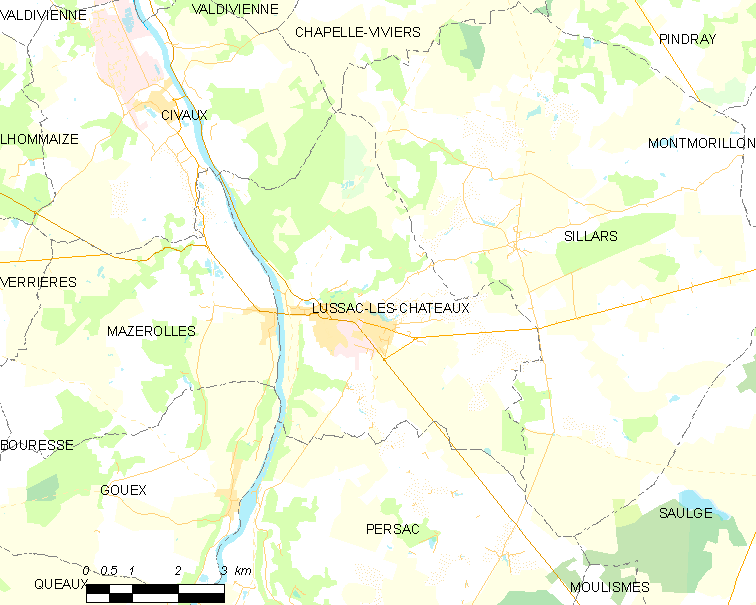
吕萨克堡市镇范围地图

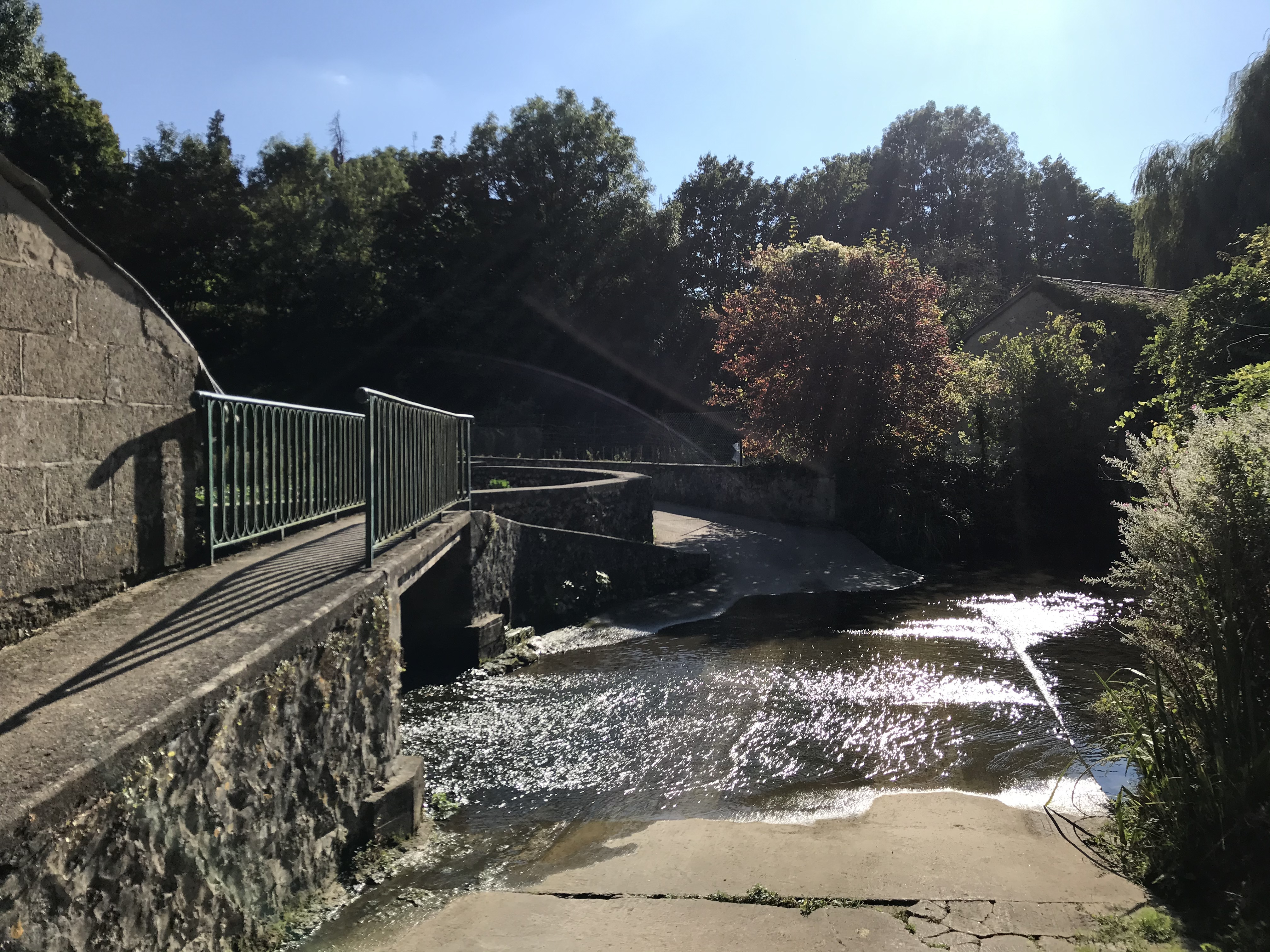
流经吕萨克堡的阿罗溪

吕萨克堡位于法国中西部，新阿基坦大区北部和维埃纳省东南部，距离省会普瓦捷大约38公里。与吕萨克堡接壤的市镇包括：锡沃、沙佩勒维维耶、锡拉尔、马兹罗勒、古埃、锡拉尔和佩尔萨克。

### 地形
吕萨克堡位于普瓦图丘陵腹地，境内以浅丘为主，市镇中心地势自西北向东南略有抬升，全境海拔在70到148米之间。

### 水文
吕萨克堡位于卢瓦尔河流域，维埃纳河干流自南向北流经境内西北，其右岸支流阿罗溪（ruisseau de l'Arrault）和昂日溪（ruisseau des Anges）在此与其交汇，其中阿罗溪上游有一处水塘，被称为“吕萨克湖”（Étang de Lussac）。

### 植被
吕萨克堡属于温带阔叶混交林区，镇中心的友谊广场（Place de l'Amitié）是当地主要的城市绿地，林地则广泛分布于水域附近。
在鲜花城市的评比中，吕萨克堡暂未被评级。

### 气候
吕萨克堡在柯本气候分类法中属于温带海洋性气候。
距离吕萨克堡最近的常年气象站位于蒙莫里永境内，以下为该气象站的数据（其中日照数据取自比亚尔气象站）：
| 蒙莫里永 1981年－2019年 | 蒙莫里永 1981年－2019年 | 蒙莫里永 1981年－2019年 | 蒙莫里永 1981年－2019年 | 蒙莫里永 1981年－2019年 | 蒙莫里永 1981年－2019年 | 蒙莫里永 1981年－2019年 | 蒙莫里永 1981年－2019年 | 蒙莫里永 1981年－2019年 | 蒙莫里永 1981年－2019年 | 蒙莫里永 1981年－2019年 | 蒙莫里永 1981年－2019年 | 蒙莫里永 1981年－2019年 | 蒙莫里永 1981年－2019年 |
| 月份                    | 1月                     | 2月                     | 3月                     | 4月                     | 5月                     | 6月                     | 7月                     | 8月                     | 9月                     | 10月                    | 11月                    | 12月                    | 全年                    |
| ----------------------- | ----------------------- | ----------------------- | ----------------------- | ----------------------- | ----------------------- | ----------------------- | ----------------------- | ----------------------- | ----------------------- | ----------------------- | ----------------------- | ----------------------- | ----------------------- |
| 历史最高温 °C（°F）     | 18.5 (65.3)             | 21.7 (71.1)             | 24.8 (76.6)             | 30.1 (86.2)             | 31.7 (89.1)             | 38.6 (101.5)            | 39.2 (102.6)            | 40.2 (104.4)            | 34.5 (94.1)             | 29.1 (84.4)             | 24.3 (75.7)             | 18.7 (65.7)             | 40.2 (104.4)            |
| 平均高温 °C（°F）       | 8 (46)                  | 9.4 (48.9)              | 13.1 (55.6)             | 15.6 (60.1)             | 20 (68)                 | 23.6 (74.5)             | 26 (79)                 | 26.3 (79.3)             | 21.9 (71.4)             | 17.1 (62.8)             | 11.4 (52.5)             | 8 (46)                  | 16.7 (62.1)             |
| 日均气温 °C（°F）       | 5.2 (41.4)              | 5.8 (42.4)              | 8.7 (47.7)              | 10.8 (51.4)             | 14.9 (58.8)             | 18.2 (64.8)             | 20.3 (68.5)             | 20.5 (68.9)             | 16.6 (61.9)             | 13.1 (55.6)             | 8.1 (46.6)              | 5.3 (41.5)              | 12.3 (54.1)             |
| 平均低温 °C（°F）       | 2.3 (36.1)              | 2.2 (36.0)              | 4.3 (39.7)              | 6 (43)                  | 9.8 (49.6)              | 12.9 (55.2)             | 14.5 (58.1)             | 14.6 (58.3)             | 11.3 (52.3)             | 9.1 (48.4)              | 4.9 (40.8)              | 2.6 (36.7)              | 7.9 (46.2)              |
| 历史最低温 °C（°F）     | −11.5 (11.3)            | −15.6 (3.9)             | −9.7 (14.5)             | −2.6 (27.3)             | 0.6 (33.1)              | 6 (43)                  | 7.9 (46.2)              | 6.3 (43.3)              | 2 (36)                  | −3.6 (25.5)             | −9.1 (15.6)             | −10.9 (12.4)            | −15.6 (3.9)             |
| 平均降水量 mm（）       | 70.7 (2.78)             | 55.5 (2.19)             | 57.5 (2.26)             | 69.2 (2.72)             | 68.3 (2.69)             | 56 (2.2)                | 50.1 (1.97)             | 56.1 (2.21)             | 61.3 (2.41)             | 81.7 (3.22)             | 81.4 (3.20)             | 81.3 (3.20)             | 789.1 (31.07)           |
| 月均日照時數            | 69.7                    | 96.1                    | 153.8                   | 174.6                   | 206.5                   | 232.9                   | 242.7                   | 241.8                   | 194.2                   | 128.8                   | 82.6                    | 65.2                    | 1,888.9                 |
| 来源：infoclimat.fr     |                         |                         |                         |                         |                         |                         |                         |                         |                         |                         |                         |                         |                         |

## 行政区划
吕萨克堡的市镇编号为86140，邮政编号为86320。
在行政管理方面，吕萨克堡隶属于法国新阿基坦大区维埃纳省蒙莫里永区；在地方选举方面，吕萨克堡是吕萨克堡县的中央投票站所在地，其市镇范围全境被划入维埃纳省第三选区；在社会管理方面，吕萨克堡是维埃纳河-加尔唐普河市镇公共社区的组成部分。
截至2023年8月，吕萨克堡市镇范围内暂无任何城市敏感街区及城市政策优先街区。
法国国家统计与经济研究所（简称）在进行数据统计时，将吕萨克堡及相邻的另外一个市镇设为吕萨克堡城市核心区，但未将吕萨克堡划入任何城市区（Aire urbaine）及城市辐射区（Aire d'attraction）内。此外，还将吕萨克堡市镇整体看作一个“块区”（IRIS），以便于统计人口分布情况。

## 交通

### 公路
法国国道N147线和多条维埃纳省省道在吕萨克堡境内交汇。新阿基坦大区下属的城际客运提供巴士线路，可前往周边部分市镇。
| 26 | 56 |

| 29 | 43 |

| 23 | 63 |

| 普瓦捷 | 38 |

| 沙泰勒罗 | 52 |

| 绍维尼 | 22 |

| 利摩日 | 82 |

| 贝拉克 | 42 |

| 勒多拉 | 39 |

| 让赛 | 28 |

| 拉特里穆耶 | 26 |

| 蒙莫里永 | 13 |

2018年，69.7%的吕萨克堡家庭拥有至少一辆私人汽车。2019年，吕萨克堡境内共发生各类交通事故1起，造成1人受伤。

### 铁路

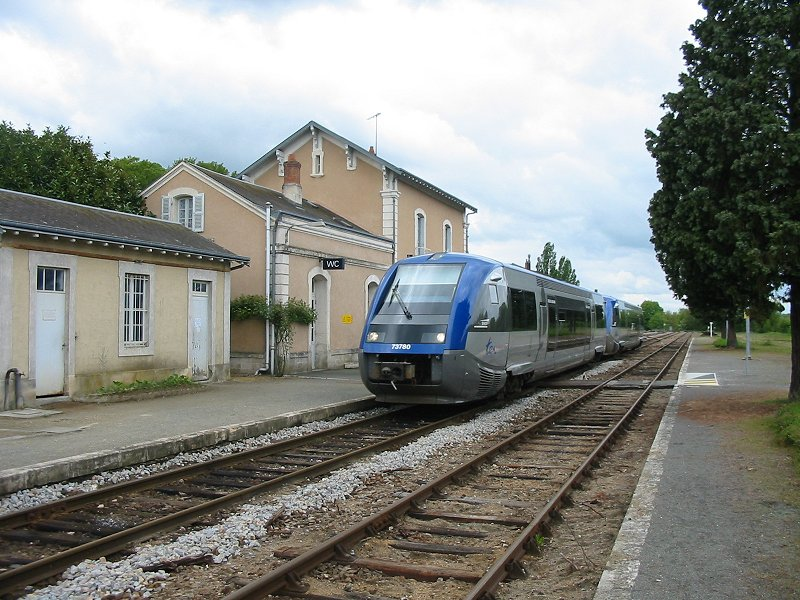
吕萨克堡火车站内停靠的一辆区域列车

吕萨克堡位于米尼亚卢-努阿耶－贝尔萨克铁路和吕萨克堡－圣萨维奥勒的交汇处，其中后者已于20世纪末废弃。吕萨克堡站位于市区西北部，停靠往返于普瓦捷和利摩日一线的区域列车。

### 航空
距离吕萨克堡最近的民用航空站为普瓦捷机场，距离吕萨克堡市中心的公路里程约50公里。

### 城市公共交通
截至2022年3月，吕萨克堡暂无城市公共交通系统。

## 政治

### 市政内阁

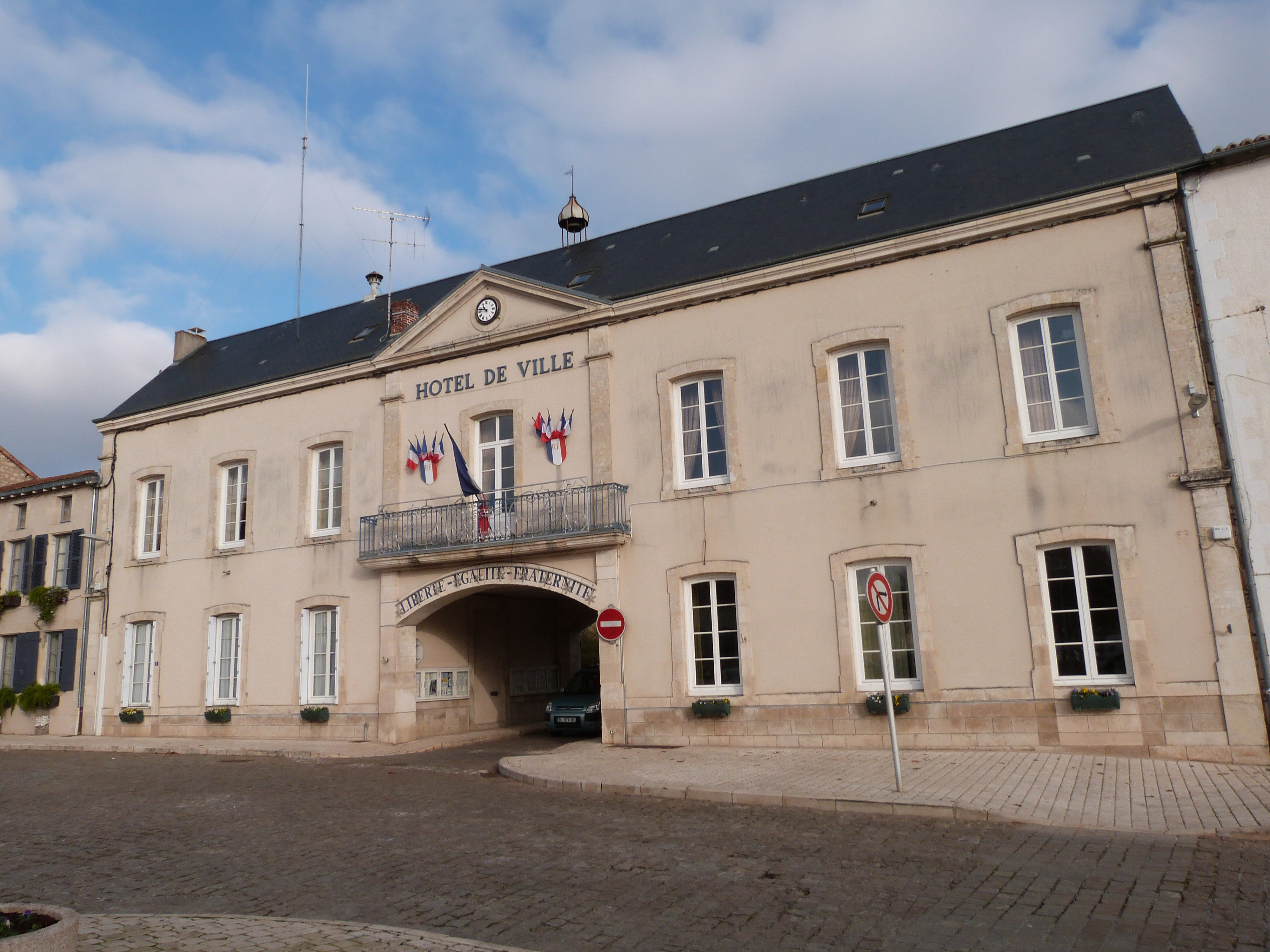
吕萨克堡市政厅

吕萨克堡的现任市长为让-吕克·马德杰先生（Jean-Luc MADEJ），他是一名无党派人士，在2020年的市政选举中获得了100%的支持率（无其他候选人）。
| 吕萨克堡历届市长 | 吕萨克堡历届市长                   | 吕萨克堡历届市长          |
| 任期             | 市长                               | 党派                      |
| ---------------- | ---------------------------------- | ------------------------- |
| 1944年－1946年   | Gaston DUPONT 加斯东·迪蓬          | 不详                      |
| 1946年－1953年   | Albert JALLADEAU 阿尔贝·雅拉多     | 不详                      |
| 1953年－1965年   | Joseph LAVRIL 约瑟夫·拉夫里尔      | 不详                      |
| 1965年－1969年   | Gérard LEDOUX 热拉尔·勒杜          | 不详                      |
| 1969年－1971年   | Henri FAYE 亨利·费                 | 不详                      |
| 1971年－1974年   | Marc SCHMIT 马克·施密特            | 不详                      |
| 1974年－1994年   | Michel MAUPIN 米歇尔·莫潘          | DVD右翼无党派人士         |
| 1994年－2001年   | Jean-Claude COMPAIN 让-克洛德·孔潘 | 無黨籍                    |
| 2001年－2020年   | Annie LAGRANGE 安妮·拉格朗日       | UMP人民运动联盟 →LR共和黨 |
| 2020年－         | Jean-Luc MADEJ 让-吕克·马德杰      | 無黨籍                    |

### 各级选举
| 吕萨克堡历届投票选举结果 | 吕萨克堡历届投票选举结果 | 吕萨克堡历届投票选举结果 | 吕萨克堡历届投票选举结果 | 吕萨克堡历届投票选举结果       | 吕萨克堡历届投票选举结果 | 吕萨克堡历届投票选举结果 | 吕萨克堡历届投票选举结果       | 吕萨克堡历届投票选举结果 | 吕萨克堡历届投票选举结果 |
| 选举项目                 | 选举范围                 | 选区单位                 | 选举结果                 | 选举结果                       | 选举结果                 | 选举结果                 | 选举结果                       | 选举结果                 | 参考资料                 |
| 选举项目                 | 选举范围                 | 选区单位                 | 第一轮胜出者             | 第一轮胜出者                   | 支持率                   | 第二轮胜出者             | 第二轮胜出者                   | 支持率                   | 参考资料                 |
| ------------------------ | ------------------------ | ------------------------ | ------------------------ | ------------------------------ | ------------------------ | ------------------------ | ------------------------------ | ------------------------ | ------------------------ |
| 2017年法國總統選舉       | 法國                     | 市镇                     |                          | 埃马纽埃尔·马克龙              | 24.13%                   |                          | 埃马纽埃尔·马克龙              | 64.72%                   | [ 19 ]                   |
| 2017年法国立法选举       | 维埃纳省第三选区         | 市镇                     |                          | 让-米歇尔·克莱芒               | 35.64%                   |                          | 让-米歇尔·克莱芒               | 66.4%                    | [ 19 ]                   |
| 2019年欧洲议会选举       | 法國                     | 市镇                     |                          | 若尔当·巴尔代拉                | 27.6%                    | （不适用）               | （不适用）                     | （不适用）               | [ 21 ]                   |
| 2021年法国省级选举       | 维埃纳省                 | 县                       |                          | 弗朗索瓦·博克 玛丽-勒内·代罗斯 | 56.84%                   |                          | 弗朗索瓦·博克 玛丽-勒内·代罗斯 | 69.75%                   | [ 22 ]                   |
| 2021年法国省级选举       | 维埃纳省                 | 市镇                     |                          | 弗朗索瓦·博克 玛丽-勒内·代罗斯 | 61.8%                    |                          | 弗朗索瓦·博克 玛丽-勒内·代罗斯 | 75.46%                   | [ 22 ]                   |
| 2021年法国大区选举       |                          | 市镇                     |                          | 阿兰·鲁塞                      | 30.16%                   |                          | 阿兰·鲁塞                      | 37.4%                    | [ 23 ]                   |
| 2022年法国总统选举       | 法國                     | 市镇                     |                          | 玛丽娜·勒庞                    | 28.37%                   |                          | 埃马纽埃尔·马克龙              | 52.71%                   | [ 19 ]                   |
| 2022年法国立法选举       | 维埃纳省第三选区         | 市镇                     |                          | 埃里克·苏拉                    | 22.55%                   |                          | 帕斯卡·勒康                    | 52.57%                   | [ 19 ]                   |

## 人口
2020年，吕萨克堡市镇人口数量为2,271，在法国排名第4,822位。其中男性1,123人，女性1,171人，75岁及以上人口占15.3%，外籍人口数量为34人，人口密度为81人/平方公里，当地居民被称为（男性）或（女性）。2020年，吕萨克堡境内出生18人，死亡人口39人。
| 吕萨克堡1901年－2020年人口变化情况 |
|                                    |
| 数据来源：Cassini、INSEE           |

## 经济

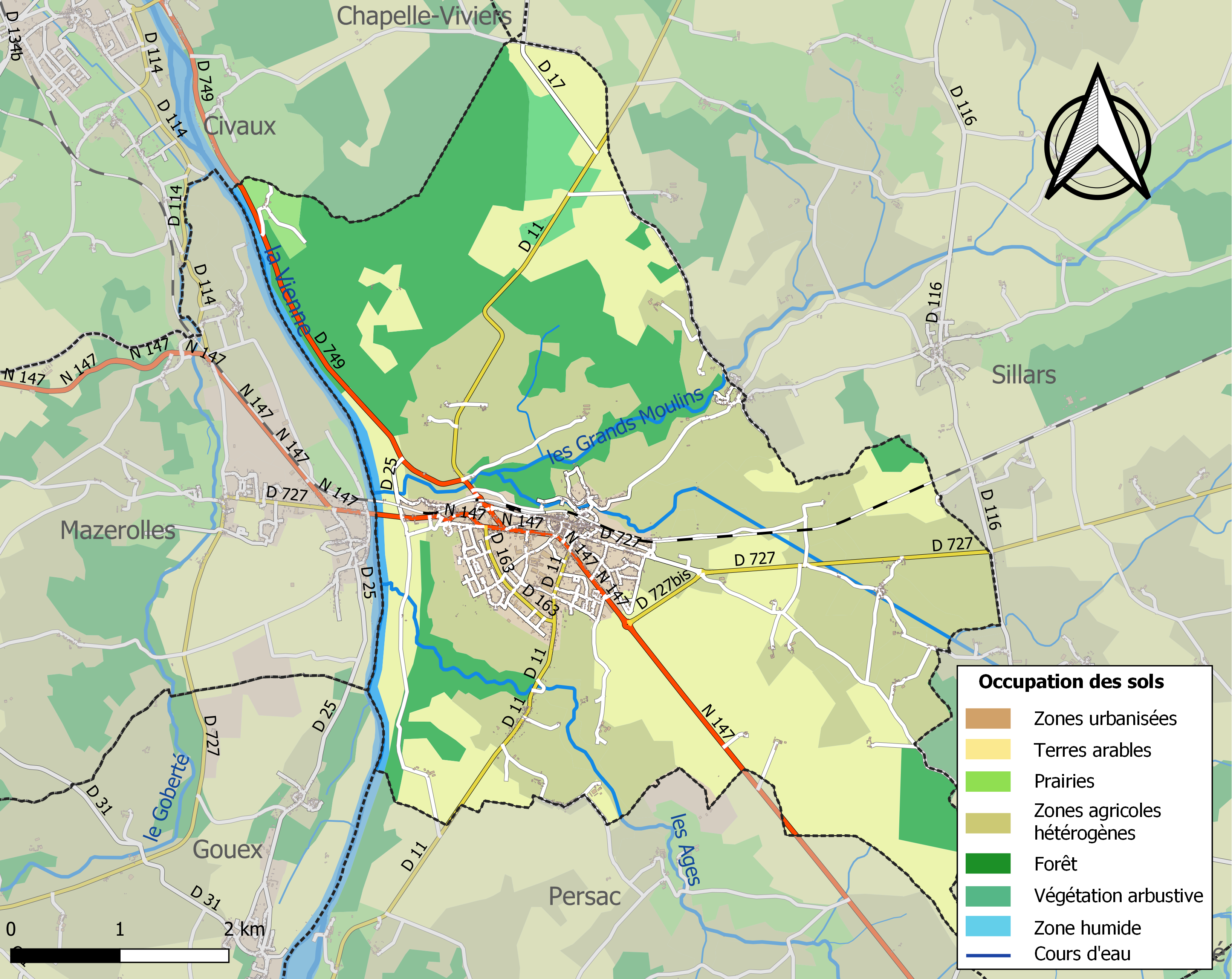
吕萨克堡土地利用情况地图

吕萨克堡是一个区域性的中心城市。截止2022年3月，吕萨克堡市镇范围内共有各类用人单位（包含自雇）312家，平均历史为21年，其中97.92%为中小型企业（PME）。（零售）、（航空器配件）及（老年医疗器械）是当地2020年营业额最高的三个企业，分别为11,618,560欧元、1,533,271欧元和1,489,757欧元。

## 财政与居民收入
2020年，吕萨克堡的财政收入总额为2,964,730欧元，财政支出总额为2,217,920欧元，当年的债务总额为3,106,650欧元。2021年，吕萨克堡共获得159,016欧元的国家财政补助，比上一年减少了4.51%。
2019年，吕萨克堡的人均月收入总额为1,829欧元，其中高级职员为2,895欧元，低于法国平均水平（4,230欧元）；中级职员为2,187欧元，低于法国平均水平（2,411欧元）；普通职员为1,608欧元，亦低于法国平均水平（1,740欧元）。
2022年，吕萨克堡境内的贫困率为16%，青壮年（15至64岁）失业率为10.6%；2020年，当地34.7%的家庭拥有纳税资格，平均纳税1,955欧元，低于法国平均水平（4,393欧元）。

## 社会事务

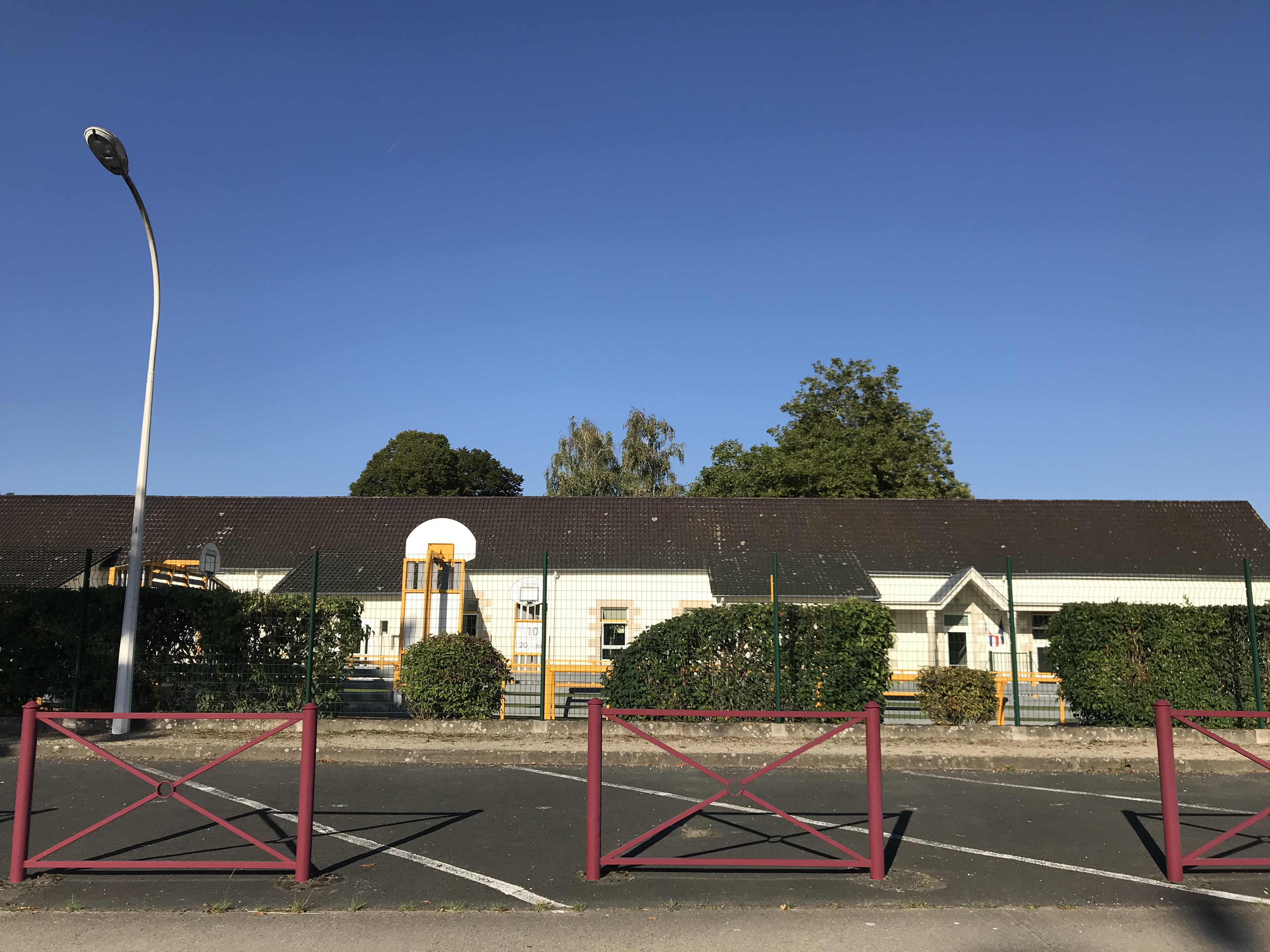
吕萨克堡的一处学校

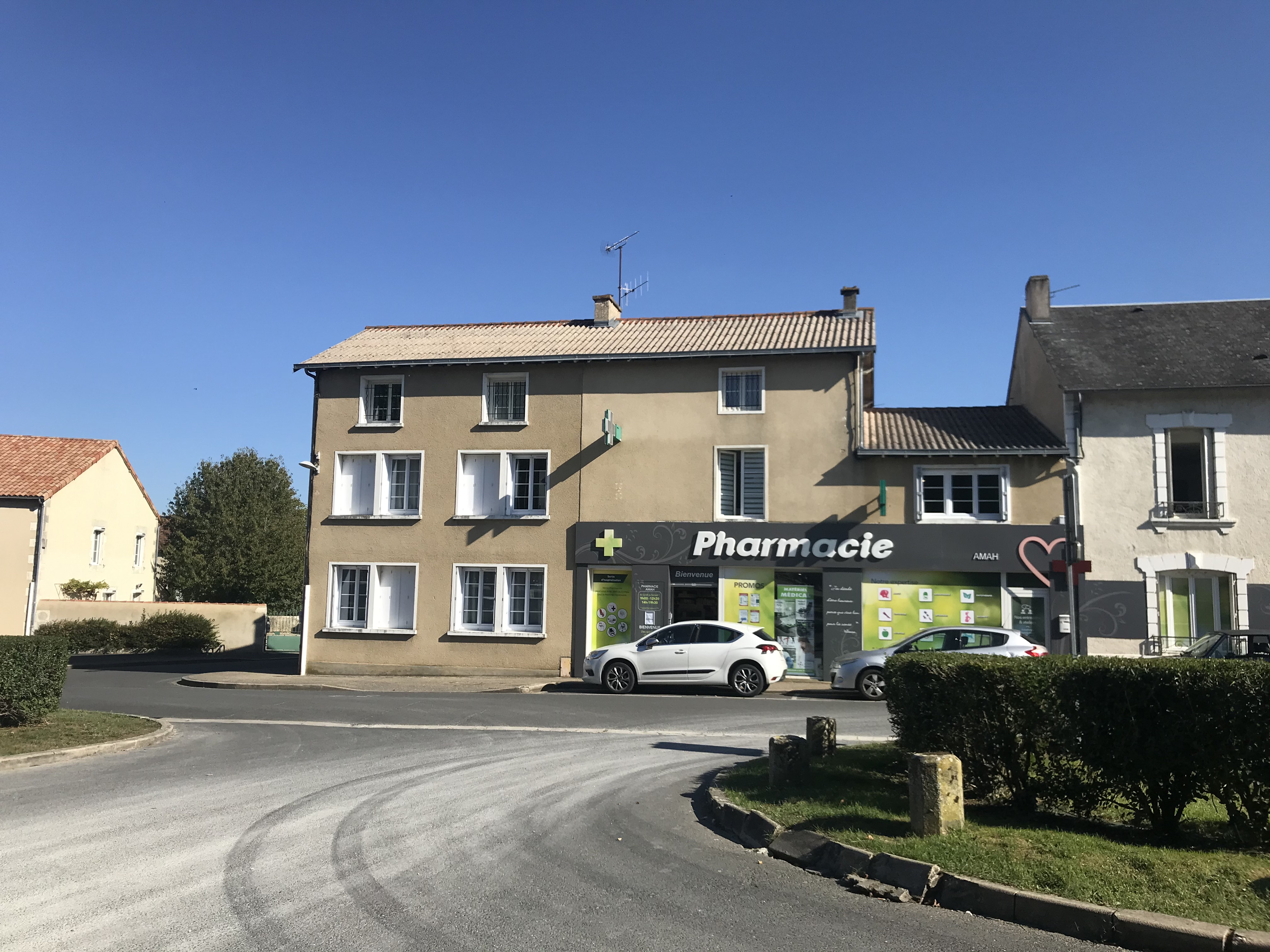
吕萨克堡的一处药房

### 教育
吕萨克堡属于普瓦捷学区。截止2020年1月1日，吕萨克堡境内共有1所幼儿园、2所小学和1所初级中学。2018至2019学年度，吕萨克堡境内共有在校中等教育阶段学生338名。

### 医疗
截止2020年1月1日，吕萨克堡境内共有全科医生4名、保健师2名、牙医4名和助产士1名。境内共有药房1家、养老院2家。
距离吕萨克堡最近的区域性医疗机构为普瓦捷大学中心医院（CHU Poitiers），其下属的蒙莫里永病区（Site Montmorillon）距离吕萨克堡的正常车程在15分钟以内，该院设有床位178个，是当地规模最大的公立综合性医院。

### 住房
2018年，吕萨克堡境内共有各类住房1,343套，其中87.5%为独立式居民区，8.6%为集中式居民区。常住房屋占吕萨克堡市镇范围内居民建筑总量的82.0%。
在住房保障政策方面，2020年，吕萨克堡境内共有177户家庭获得了住房经济补助，受益人数占总人口数量的7.6%，其中162份为房租补助。

### 商业
2019年，吕萨克堡境内共有各类实体商铺67家，其中餐厅5家、大型超市3家、面包房2家、肉铺1家、银行门店3家、美容美发店4家、汽车维修店6家。市区内建有Intermarché和Lidl大型超市。

### 体育
2020年，吕萨克堡境内共有2间体育馆、3处网球场以及1处足球或橄榄球场。
截至2022年3月，马兹罗勒-吕萨克堡体育俱乐部（AS Mazerolles - Lussac-Les-Châteaux，编号564012）是当地唯一的注册足球俱乐部，其主队2021至2022赛季参加维埃纳省足球联赛丙组（法国第十一级别）。

### 环境
吕萨克堡的环境事务由其所属的维埃纳河-加尔唐普河市镇公共社区负责。2019年，吕萨克堡境内暂无污染企业。

### 治安
2019年，吕萨克堡市镇范围内有1处宪兵队。
吕萨克堡所在地是蒙莫里永国家宪兵队（zone gendarmerie de Montmorillon）的管辖范围。2020年，该宪兵队辖区内共90个市镇累计发生各类案件2,072起，其中盗窃类案件1,038起，经济类案件444起，毒品交易类案件55起。

## 文化
2020年，吕萨克堡境内有1家博物馆。吕萨克堡市政府提供多媒体中心，每周二、三、五、六向公众开放。

### 建筑
吕萨克堡境内有多处历史建筑，其中法国国家文物保护单位包括吕萨克堡堡（Château de Lussac-les-Châteaux，遗址）、圣迈克桑教堂（Église Saint-Maixent de Lussac-les-Châteaux）等。

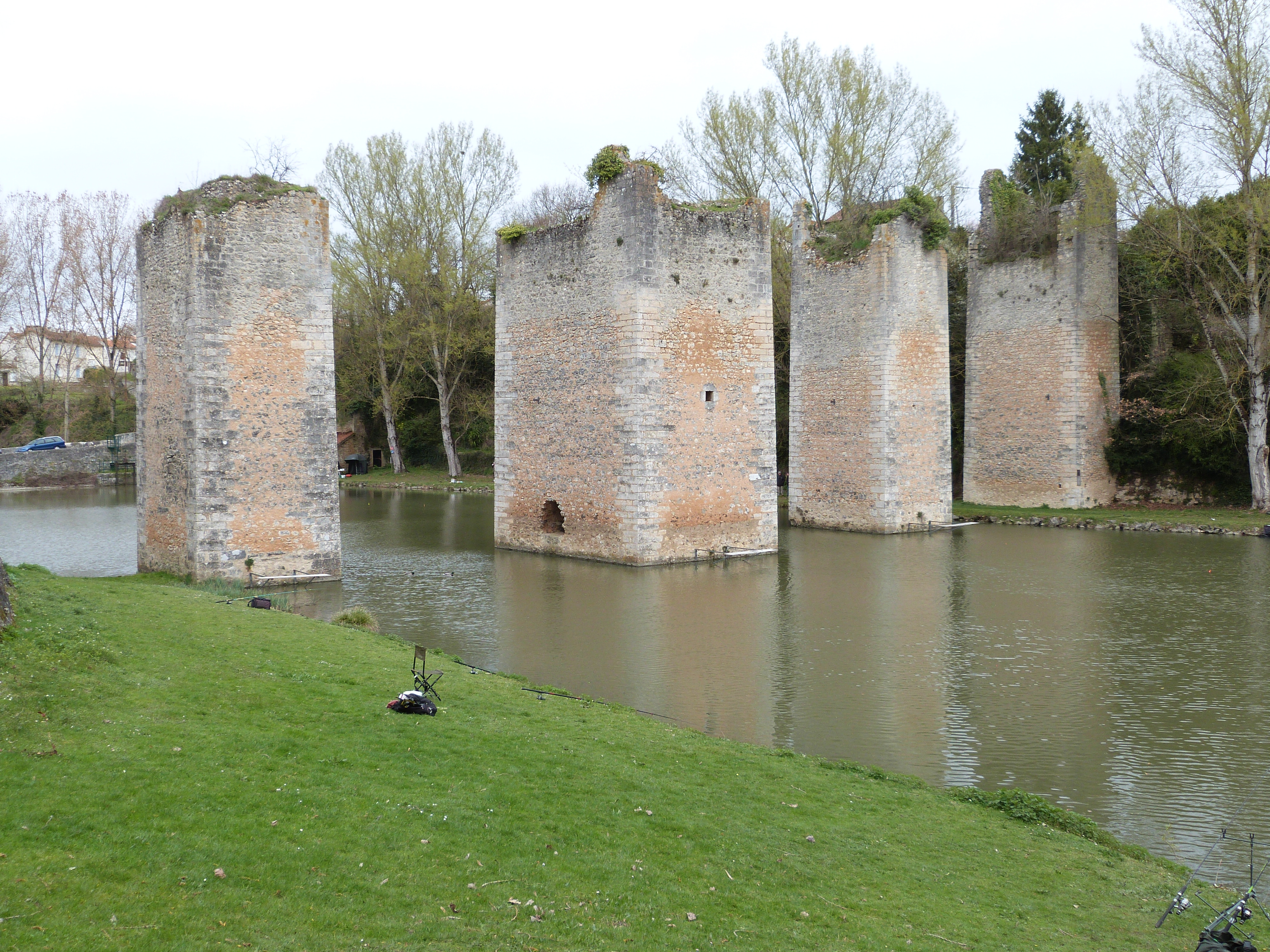
吕萨克堡堡旧址
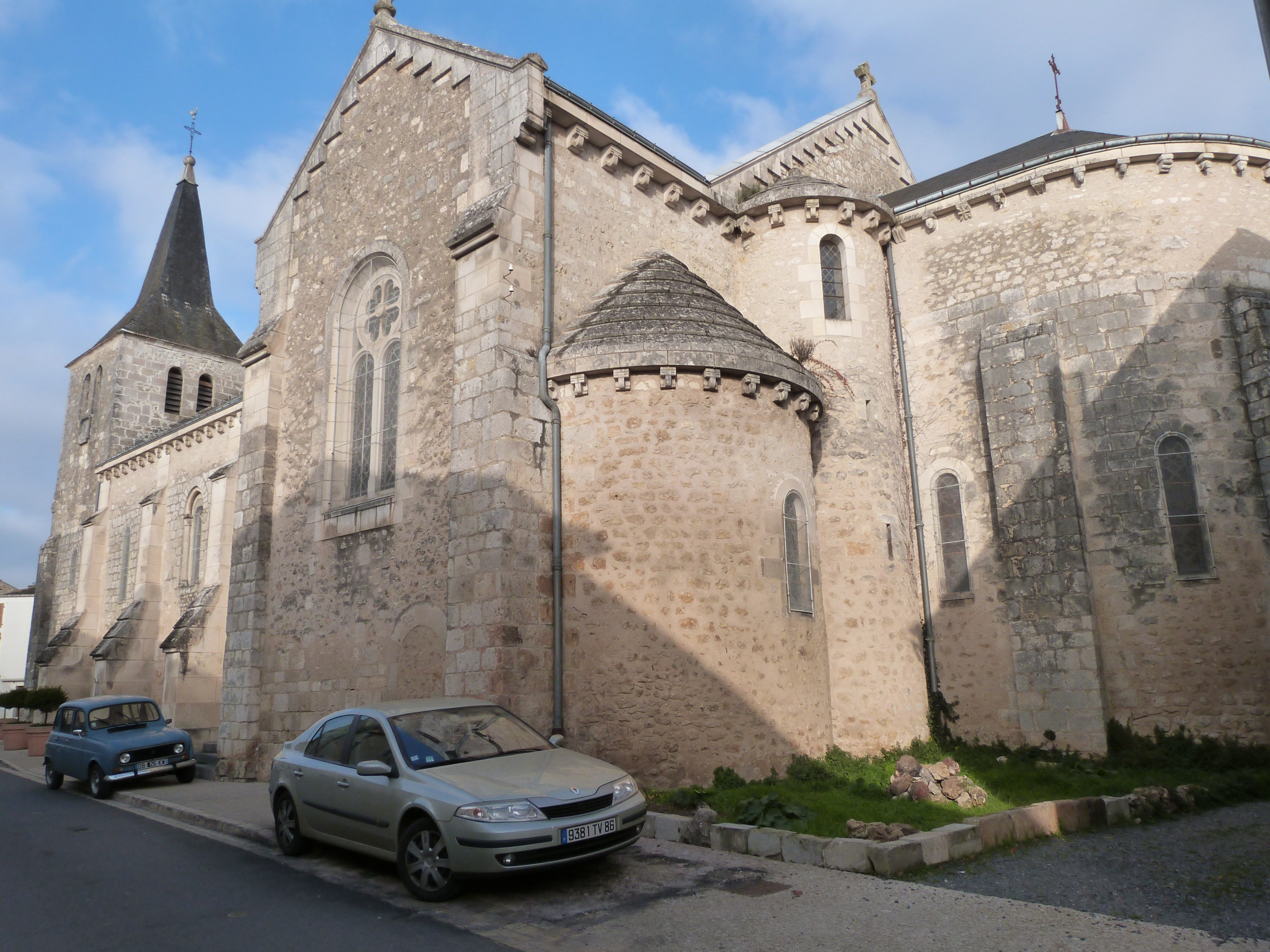
圣迈克桑教堂
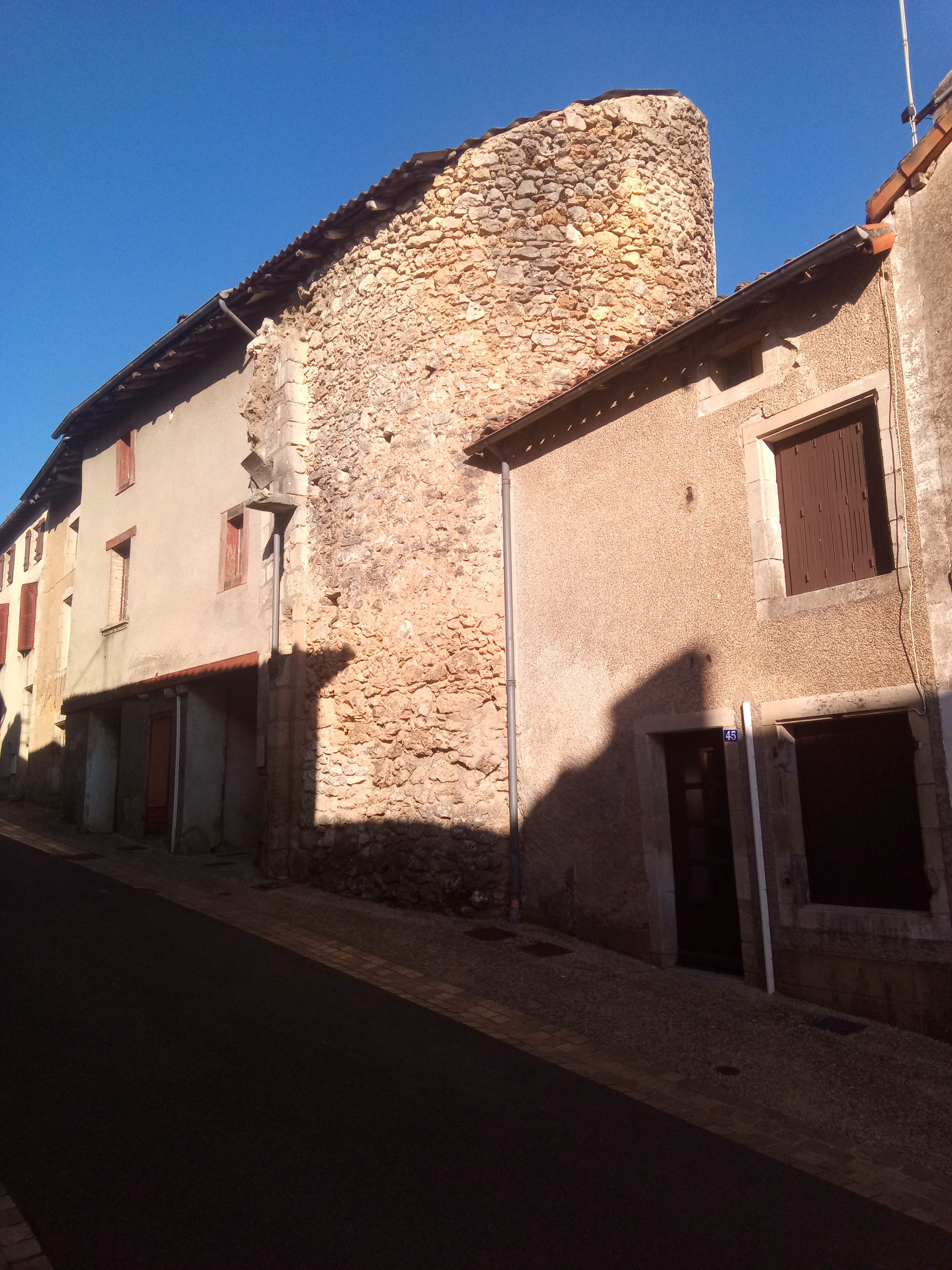
城墙旧址
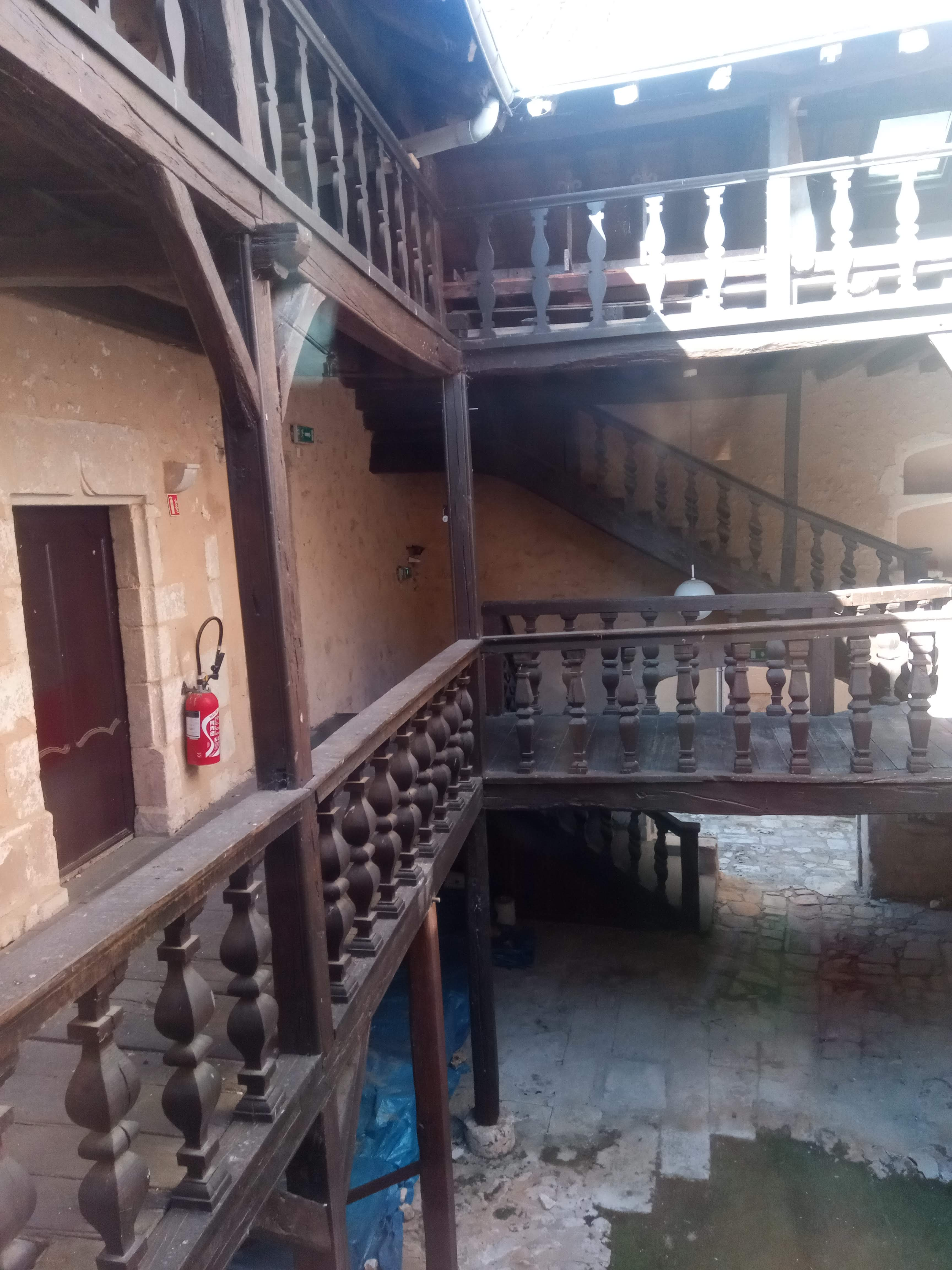
旧图书馆
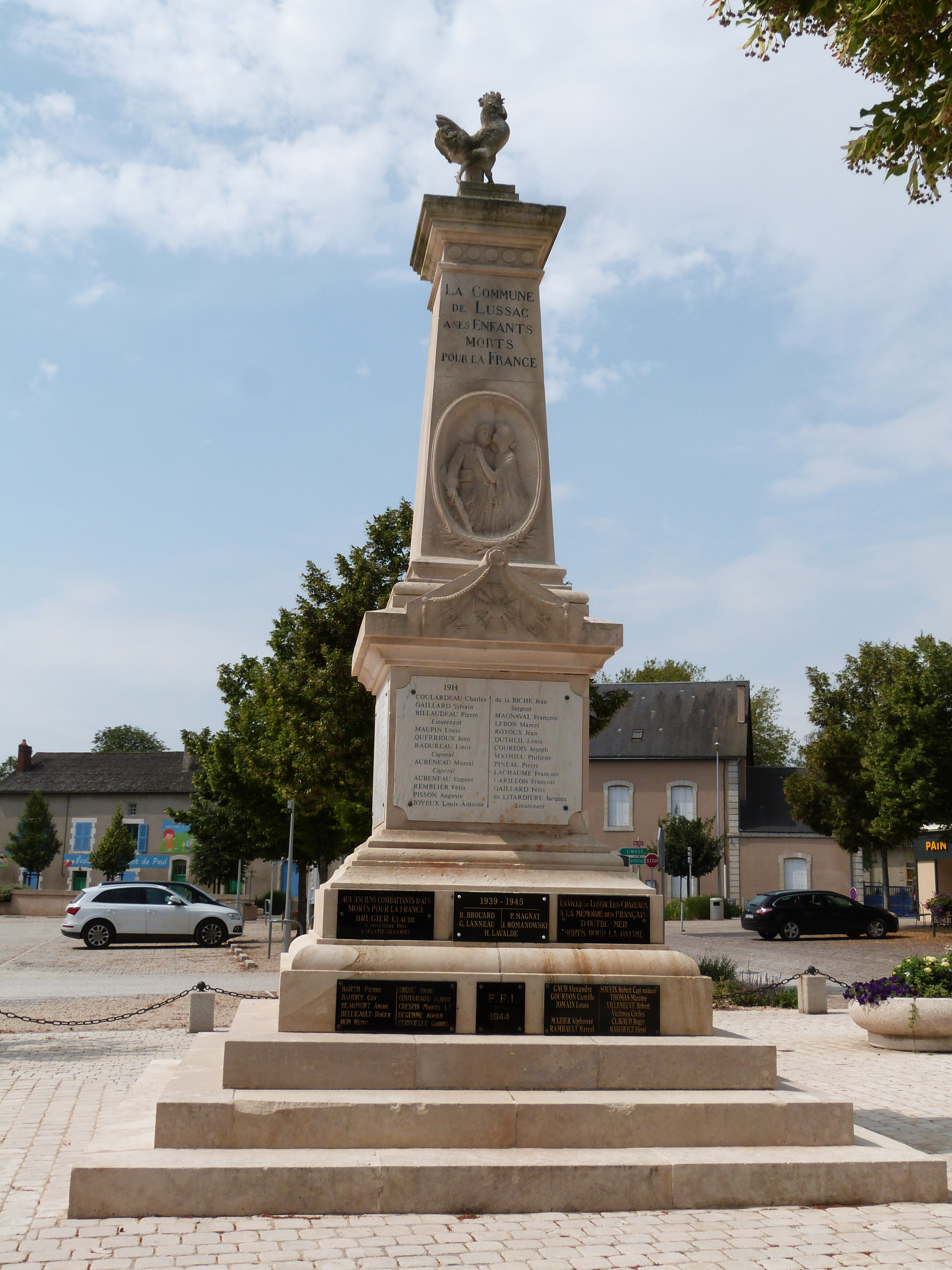
烈士纪念碑
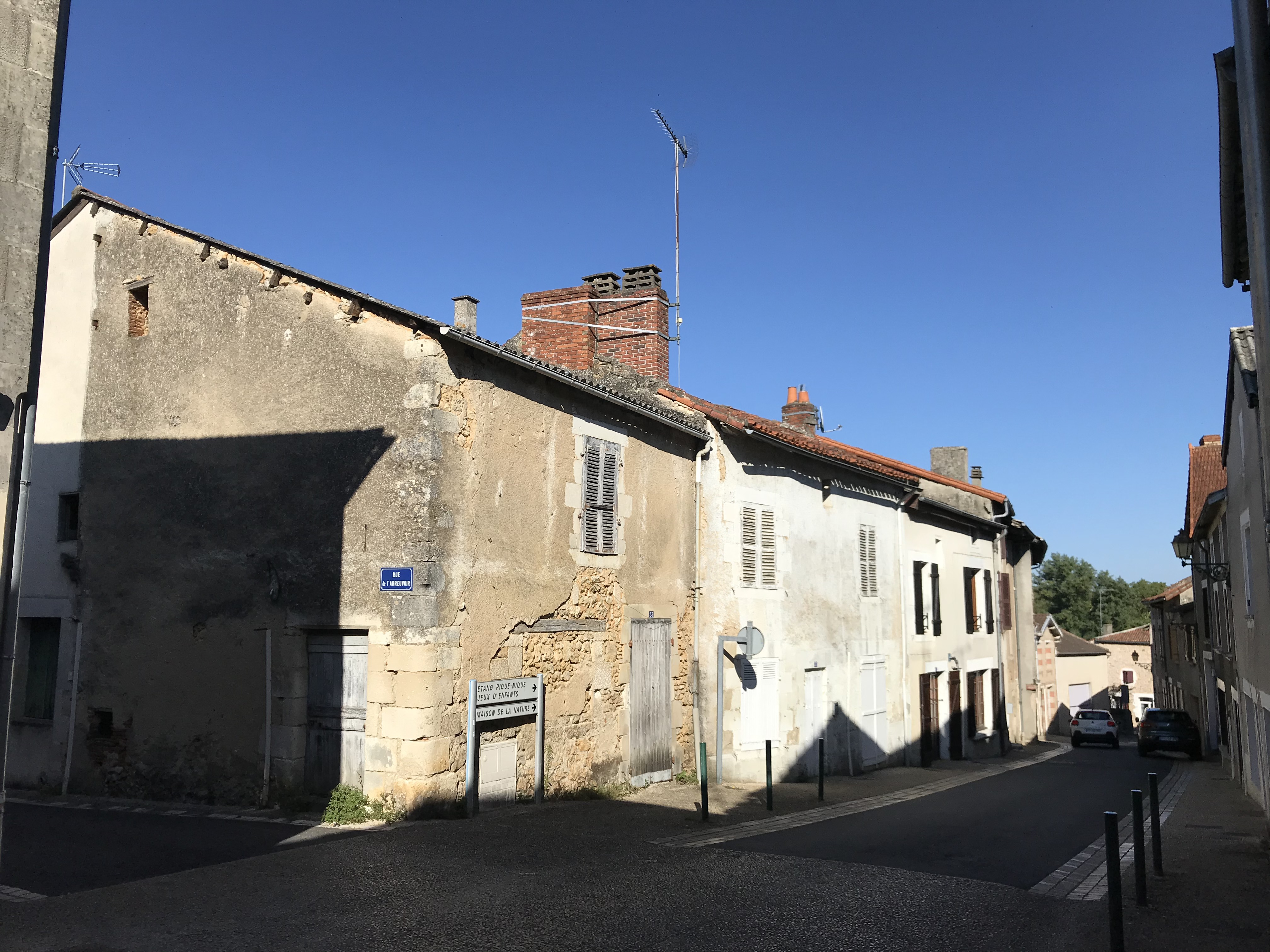
民居1
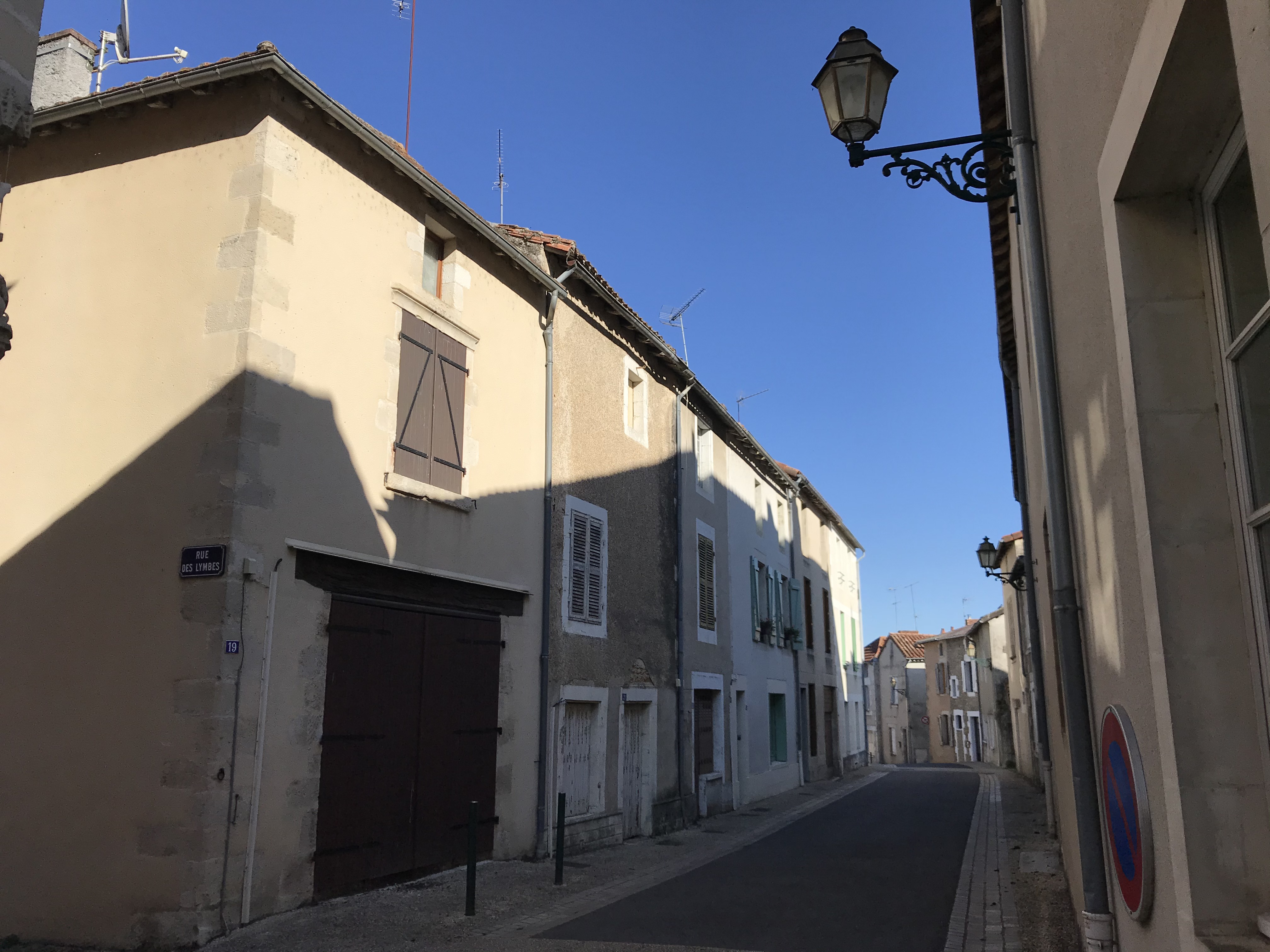
民居2

### 旅游
吕萨克堡的旅游事务由其所属的维埃纳河-加尔唐普河市镇公共社区负责。2021年，吕萨克堡境内共有3家酒店共计43间房间；另有1个露营地，可容纳共67辆露营车。

### 媒体
法国主要的媒体均可在吕萨克堡接收，法国电视三台下属的新阿基坦大区频道在部分时段播出吕萨克堡所在维埃纳省的地方新闻。蓝色法兰西普瓦图广播、《维埃纳省中央报》、《中西部新共和国报》等是当地主要的地方性媒体。

## 相关人物
法兰西国王路易十四的情妇蒙特斯潘侯爵夫人弗朗索瓦丝·阿泰纳伊斯·德·罗什舒阿尔出生于吕萨克堡。

## 友好城市
截至2022年3月，吕萨克堡共与一座城市互为友好城市关系：
- 加拿大 莱皮法尼